# 薬師丸ひろ美
薬師丸 ひろ美（やくしまる ひろみ、1970年1月23日 - ）は、日本の元AV女優。
身長:154cm。スリーサイズ:B83・W58・H83cm。

## 略歴・人物
1989年にAVデビュー。デビュー作は、ビデオで処女喪失をするという企画作品であった。しかし、後の作品中のインタビューで実際は処女ではなく1度だけだが経験があったことを明かしている。その時の相手はそれ以降離れて行ってしまい、そのショックがAV出演のきっかけになったという。
芸名は薬師丸ひろ子に顔が似ていたことが由来で、幼げな顔立ちと幼児体型から女子校生役での出演が多かった。また、からみで反応がほとんど見られない、いわゆる“マグロ”な女優としても有名であった。絡みをしたことのあるAV男優兼AV監督の清水大敬によれば、空前絶後の不感症ぶりで「AV界のブラックホール」や「AV界の記憶喪失症女」と呼ばれており、固く丸めた舌を尻の穴に入れたとしても困ったなァという顔をする程度で、顔に精液をかけても「迷惑ですね」みたいな顔をしているだけだったという。
3年程の活動の後、引退。

## 出演作品

### アダルトビデオ
1989年
- 処女喪失 Part6 （5月11日、ダイヤモンド映像） ※デビュー作
- ビデギャル養成講座 Vol.2 ファイト一発!!よく締まる （9月23日、新東宝ビデオ）
- 挿入花 （10月15日、VCA）
- 天なる龍と地なる亀 2 （10月25日、ジャパンホームビデオ）- 人類初・AV業界初の富士山山頂SEXをうりにしたビデオ。監督:小路谷秀樹。
- 妹ジュース お兄ちゃんやめて… （ZAPPA）
- ぶっといのが好き （12月19日、アリーナ）
- 溶けていく （12月20日、大陸書房）
- おもちゃのように… （シャリオ）
- 友達の妹シリーズ ちょっとHな気分で （ロイヤル・アート）
- ときめきララバイ やるっきゃない!!って思った日 （ロイヤル・アート）
- ビー・バップ・セーラー服 パート3 クラスメート （アイビック）
- ビー・バップ・セーラー服 パート4 新任教師 （アイビック）
- 処女伝説 ひろ美の秘密 （シネマジック）
- 学園本番シリーズ すごいのかけて! わたしは人形 （ジューシープロデュース）
- 薬師丸だし! 〜完全保存版 薬師丸ひろ美のHの全て〜 （ZAPPA）
- 同・級・性 処女喪失 その後… （エル）
- あなた、ゴメンナサイ （クラスメイト）

1990年
- ZURINETA 2 山本留美 工藤ひとみ 中原絵美 薬師丸ひろ美 香坂まり子（1月1日、新東宝 STZ-11）全5名
- ダイヤルQ2を廻せ （RAC）
- 剥いてすすって （ルナ・エンタープライズ）
- ヴィーナスの淫魔 ひろ美 （グレース）
- アリーナ学園シリーズ 10 いやらしい 補習編 （アリーナ）
- あやつり人形 （サーモンピンク）
- 濃厚・急所攻め （ルナ・エンタープライズ）
- ひろ美の悶絶トルネード （ビジュアルライブラリー）
- 濃縮熟乱 木田彩水・松下ルミ・工藤ひとみ・いとうしいな ほか（エル ELA-052）全5名
- すごいのかけて! 卒業シャワー 10 記念号 薬師丸ひろ美・田代水絵・松下ルミ・山本なつき・広田まみ 他（スタジオTAKU JP-0598）全10名

1991年
- とどめの一発 （アダムス）
- あぶない遊戯 （イメージボックス）
- タッチ・ミー たまらない果実（イメージボックス）全5名

1992年
- えんがちょ うんと下品に犯されたい （ビービークラブ）

2009年
- DECADE GALS SPECIAL 01（3月27日、ピエロ PAR-232）全10名

## 書籍

### 写真集
- 薬師丸ひろ美写真集 （1989年6月15日、三和出版） - 撮影:神渡信兵

### 雑誌
- 台風クラブ 1989年5月 創刊号(東京三世社)
- アップル通信 1989年7月号(三和出版) - 表紙。